# Melchisedec

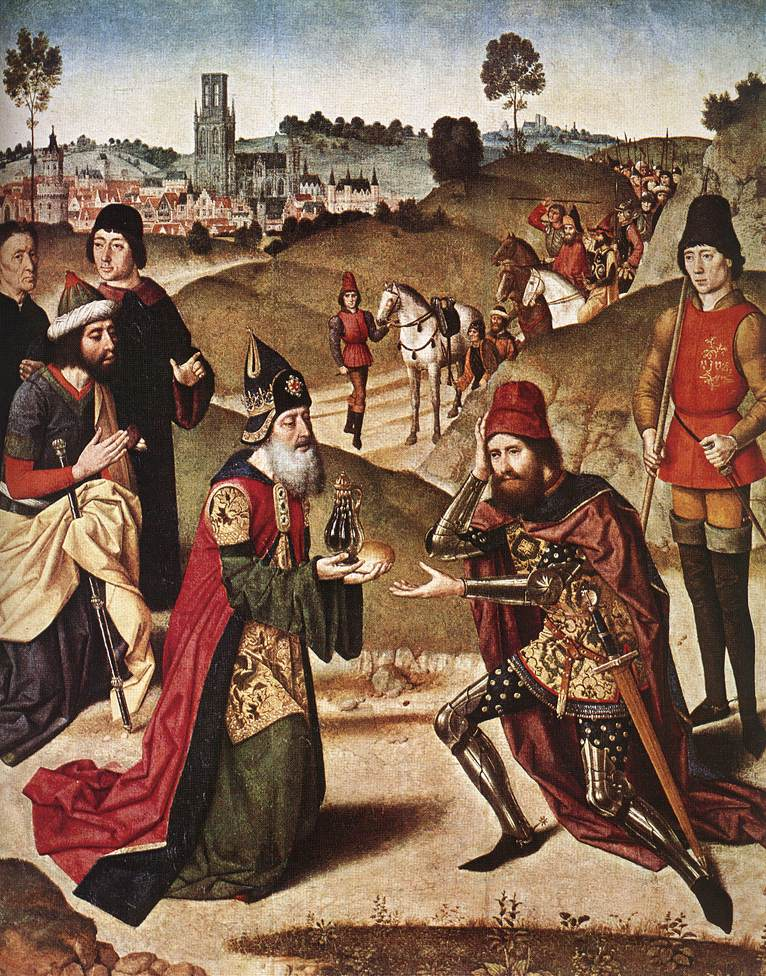
Incontro tra il Patriarca Abramo e Melchisedek, Dirk Bouts, 1464–67

Melchisedec o Melchisedek (da מַלְכִּי־צֶדֶק / מַלְכִּי־צָדֶק, Il mio Re è giusto) è una figura emblematica e misteriosa presente nell'Antico testamento della Bibbia.
Nella Bibbia è identificato come re del regno di Salem (che si ritiene fosse l'antica Gerusalemme) e come sacerdote dell'altissimo Elyon; secondo l'esegesi ebraica si tratta di Sem, figlio di Noè.

## Melchisedec nelle Sacre Scritture

### Melchisedec nell'Antico Testamento
Nell'evidenza storica dell'Antico Testamento ci sono due brani in cui si appare Melchisedec.
Nel primo (Genesi 14:18-20) Melchisedec è un re e un sacerdote, una figura comunque umana. Nel secondo passo (Salmo 110:4, Scrittura ebraica) Melchisedec è menzionato perché era un Sacerdote dell'Altissimo che, a suo tempo, conferì il Sacerdozio eterno ad un vincitore: Abramo ricevette dal re Melchisedek la benedizione prima che questi benedicesse l'Altissimo, Dio Onnipotente, e così facendo trasferì il Sacerdozio eterno ad un mortale (vedi hebrewbible). 

#### Nella Genesi
La figura di Melchisedek appare nel libro della Genesi 14,18:
In Abramo, il Signore benedisse per la prima volta tutti i popoli della terra (Genesi 12,3, universalismo della benedizione e del sacerdozio secondo Melchisedec rispetto a quello levitico). 
Abramo, antenato degli Ebrei, rispettava Melchisedec come suo superiore.
Melchisedec non apparteneva al popolo ebraico.

#### Nel libro dei Salmi
Il secondo punto in cui si parla di Melchisedek nell'Antico Testamento è nel Salmo 109 (Dixit Dominus), in cui si prefigura la venuta di una figura messianica destinata ad esercitare il giudizio di Dio, che sarà sacerdote eterno in virtù della benedizione operata da Melchisedec verso Abramo, poiché nel versetto 4 è scritto: "alla maniera di Melchisedek" .
Dice l'Eterno al mio Signore: «Siedi alla mia destra, finché io ponga i tuoi nemici a sgabello dei tuoi piedi». Lo scettro del tuo potere stende il Signore da Sion: «Domina in mezzo ai tuoi nemici. A te il principato nel giorno della tua potenza tra santi splendori; dal seno dell'aurora, prima della luce, io ti ho generato». L'Altissimo ha giurato e non si pentirà: «Tu sei il solo sacerdote per sempre, alla maniera di Melchisedek». L'Eterno è alla tua destra, annienterà i re nel giorno della sua ira. Giudicherà i popoli: in mezzo a cadaveri ne stritolerà la testa su vasta terra. Lungo il cammino si disseta al torrente e perciò solleva alta la testa. (Salmo 110)
La legge mosaica vietava ai Re di Israele di essere anche sommi sacerdoti, compito riservato ai leviti, con una provata discendenza (Neemia 7:61-65). Tuttavia, Dio nomina Re Davide, quale sacerdote alla maniera di Melchisedek. Nel contesto storico specifico, infatti, il re, pur non potendo essere sommo sacerdote, esercitava compiti sacerdotali in particolari occasioni (cfr. 1° Libro dei Re, 8,62-66).
Salem di cui Melchisedek è principe richiama la parola ebraica  shalom (pace) e il Principe di Pace profetizzata da Isaia 9,6.

#### Nel Secondo libro di Enoch
Oltre che nei libri canonici, Melchisedek appare anche nel Secondo libro di Enoch, un apocrifo dell'Antico Testamento. Questo libro contiene una parte detta Esaltazione di Melchisedek, in cui si racconta la nascita di Melchisedek da una donna sterile e anziana di nome Sofonima (o Soponima). Ella era moglie di Nir, un fratello di Noè, ed era rimasta incinta miracolosamente, perché il marito non aveva rapporti con lei da lungo tempo, in quanto era stato nominato sacerdote. La donna morì prima di mettere al mondo il figlio, ma prima che Nir la seppellisse, Melchisedek venne fuori dal corpo della madre, essendo fisicamente sviluppato come un bambino di tre anni e capace di parlare e pregare Dio. Dopo 40 giorni, l'arcangelo Gabriele comparve a Nir e gli disse che avrebbe portato il bambino nel Giardino dell'Eden; Melchisedek fu così preservato dal Diluvio universale, in modo da poter tornare sulla Terra a tempo debito. Nir morì il giorno dopo che il bambino fu portato via da Gabriele.
Alcuni hanno visto un'analogia tra il concepimento miracoloso di Melchisedek e quello di Gesù.

### Melchisedec nel Nuovo Testamento

#### Melchisedec nei Vangeli
Non vi sono riferimenti diretti a Melchisedek nei Vangeli canonici, ma esiste un riferimento indiretto: Gesù cita in Matteo 22,41-45 il Salmo 110, uno dei due passi dell'Antico Testamento in cui si parla di Melchisedek e fornisce la sua interpretazione delle qualità fondamentali che deve possedere il Messia (sottintendendo che queste qualità si applicano a se stesso):
Gesù nell'ultima Cena (Mc.I4,22), spezza il pane e mesce il vino alla maniera di Melchisedek, Genesi, XIV,I8; seguendo il Salmo 110,4: Il Signore ha giurato e non si pente: "Tu sei Sacerdote in eterno al modo di Melchìsedek". Manifestando interiormente, con l'Eucaristia, il sacrificio del sacerdote. Subito dopo, Gesù si unisce agli Apostoli intonando la prima parte dell'Hallel della Pasqua ebraica, Salmi CXII - CXII, e infine dell'agape con la seconda parte dei Salmi CXIV-CXVII. Evidente una correlazione tra il pane e il vino di Melchisedek e l'ultima Cena di Gesù, che aderente alle "Scritture" apre all'Eucaristia.

#### Melchisedec nelle Lettera agli Ebrei
Nella Lettera agli Ebrei si afferma che il sacerdozio di Gesù è di tipo diverso rispetto al sacerdozio ebraico, che era ereditario e riguardava i discendenti di Aronne e i leviti, e senza giuramento a Dio. Diversamente, Gesù è il Germoglio di Davide e il Leone della tribù di Giuda (Apocalisse 5:1), divenuto Sommo Sacerdote eterno alla maniera di Melchisedek (Ebrei, 7:17) per merito di una vita indifettibile e per giuramento. Egli è sommo sacerdote di beni futuri:
(Ebrei 9:8-12)
Il Dixit Dominus viene citato in Ebrei 5, con un secondo significato profetico, oltreché storico. Il sacerdote ordinato dal Signore secondo Melchisedek non è solo Re Davide (che trascrisse il Salmo), ma anche Gesù Cristo, suo ultimo discendente (il «Germoglio di Davide», il «Leone della tribù di Giuda»).
Ebrei 7,1-4 – Questo Melchisedek infatti, re di Salem, sacerdote del Dio Altissimo, andò incontro ad Abramo mentre ritornava dalla sconfitta dei re e lo benedisse; a lui Abramo diede la decima di ogni cosa; anzitutto il suo nome tradotto significa re di giustizia; è inoltre anche re di Salem, cioè re di pace. Egli è senza padre, senza madre, senza genealogia, senza principio di giorni né fine di vita, fatto simile al Figlio di Dio e rimane sacerdote in eterno. Considerate pertanto quanto sia grande costui, al quale Abramo, il patriarca, diede la decima del suo bottino.
 Ebrei 7,14-17 – È noto infatti che il Signore nostro è germogliato da Giuda e di questa tribù Mosè non disse nulla riguardo al sacerdozio. Ciò risulta ancor più evidente dal momento che, a somiglianza di Melchisedek, sorge un altro sacerdote, che non è diventato tale per ragione di una prescrizione carnale, ma per la potenza di una vita indefettibile. Gli è resa infatti questa testimonianza: Tu sei sacerdote in eterno alla maniera di Melchisedek.
Ebrei 7,22-24– Per questo, Gesù è diventato garante di un'alleanza migliore. Inoltre, quelli sono diventati sacerdoti in gran numero, perché la morte impediva loro di durare a lungo; egli invece, poiché resta per sempre, possiede un sacerdozio che non tramonta.
La contrapposizione del sacerdozio Levitico e di Melchisedek è solo storica in ordine ad un fine comune di salvezza umana: entrambi versano la decima ad Abramo. Fatto insolito, la stessa lettera inizia con la traduzione di Melchisedek e di Salem: re di Giustizia, re di Pace.

### Melchisedek nei Manoscritti del Mar Morto
Uno dei manoscritti non biblici di Qumran, in specifico il manoscritto 11Q13/11QMelch rinvenuto nella grotta 11 di Qumran presso il Mar Morto è stato datato paleograficamente tra la fine del II secolo a.C. e l'inizio del I secolo a.C. Esso è composto di tredici frammenti dai quali si sono ricavate due colonne. La colonna 2 è preservata molto bene, la colonna 3 è ricostruita solo con alcune parole. 11Q13 può essere riguardato come una sorta di targum, uno scritto che in ebraico significa letteralmente "interpretazione", una parafrasi dei passi biblici che serve a spiegare e a interpretare i brani delle sacre scritture. È stato tradotto in italiano da parte di Florentino Garcia Martinez e studiato di recente nella monografia di Franco Manzi, Melchisedek e l'angelologia nell'Epistola agli Ebrei e a Qumran (= Analecta Biblica 136), Roma, Editrice Pontificio Istituto Biblico, 1997, 433 pp.
Il papiro è intitolato "Melchisedek e il giudizio finale". In tale testo si definisce Melchisedec come un elohim e come Messia.

## Significato del nome
Secondo l'indologo ed ebraista Dario Chioli, Melchisedek, ovvero Malkî-tzèdeq, nell'idioma ebraico del testo masoretico di Genesi 14, 18, può significare:
- "Il mio re è Giustizia", infatti mèlekh (MLK),"re", con il suffisso possessivo di prima persona -î (Y) diventa malkî e significa "mio re", mentre tzèdeq (TzDQ) vuol dire "giustizia" e la copula è omessa (cfr. Brown-Driver-Briggs, p. 575; Ricciotti, Storia d'Israele I, 130);
- "Re di giustizia" (come il sanscrito dharmarâja), se si interpreta la -î non come suffisso possessivo bensì come littera compaginis (cfr. Joüon, 93m; Scerbo 56).

- L'interpretazione è assai dubbia, lo Zorell per esempio non dà il significato, e i filologi sono incerti.
- Parecchi interpretano tzèdeq come il nome di una divinità (p. es. Brown-Driver-Briggs: "my king is Tzedeq"; Testa, Genesi, p. 179: "re cananeo, protetto dal dio Tzèdeq"); e Tzèdeq è in ebraico anche il pianeta Giove (cfr. per es. il Séfer Yetzirà IV, 6ss. [Toaff] o 43ss. [Busi-Loewenthal]).

- Però, dato che la vocalizzazione massoretica del testo biblico è tarda (VII sec. d. C.) e non vincolante più di tanto, la parola MLKY-TzDQ potrebbe anche essere letta malkî-tzàdaq, "il mio re fu giusto", laddove si leggesse tzàdaq invece di tzèdeq, ovvero mèlekh yitzdàq,, "il Re sarà giusto", se si interpreta il nome come composizione di mèlekh, "re", e yitzdàq, "sarà giusto" (MLK-YTzDQ).

- Un suo anagramma, ottenuto spostando la yod, darebbe poi "mikhal tzèdeq", MYKL TzDQ, «serbatoio/ruscello (termine di difficile interpretazione) di giustizia».

- Un altro invece darebbe "Mèlekh tzaddìq", MLK TzDYQ, che vuol dire «re giusto». Ciò, se non ha significato da un punto di vista filologico, può però averlo da un punto di vista cabalistico, in quanto mostra il Giusto implicito, celato nella Giustizia, ovvero la nona sefirot, Yesòd, il Fondamento, celata nella decima, Malkhùth, il Regno. Infatti Tzaddìq, «Giusto», è un altro nome per Yesòd, e Tzèdeq, «Giustizia», un altro per Malkhùth.

Chioli conclude che ciò può portare a vedere in Melchisedec una sorta di guardiano della soglia, o di traghettatore verso il mare interno dell'anima, di perno o di "polo" spirituale del mondo.

### Nelle lettere paoline
In Ebrei 7:1-3 Paolo di Tarso spiega il significato del nome Melchisedek, re di Giustizia e del suo titolo, re di Salem, re di Pace. 
Il nome Salem nella Bibbia (nella sua traduzione) è presente soltanto in un altro verso (Salmi 76:1-2): «[Al Maestro di Neginoth, un salmo o una canzone di Asaph ]. Dio è conosciuto in Giuda, / in Israele è grande il suo nome. / In Salem è il suo Tabernacolo, in Sion il suo luogo di dimora». Come Sion, Salèm è identificato con uno dei nomi di Gerusalemme. 

Dopo la vittoria di Abramo sul re di Sodoma, il re di Salem, luogo in cui "è il suo Tabernacolo", per la prima volta nella storia offre a Dio il pane e il vino prima di pronunciare (cantare) una preghiera di benedizione e di lode, in cui sono presenti gli elementi propri del rito eucaristico.
Paolo sottolinea che per Melchisedek non è fornita nessuna genealogia. Di lui manca anche l'indicazione di un luogo di morte e sepoltura, dato invece per tutti i patriarchi, fra i quali Abramo la cui benedizione è detta inferiore a Melchisedek (v. 7). L'assenza di genealogia si verifica in un libro ricco di Genealogie come la Genesi, e malgrado:
1. il sacerdozio levitico fosse ereditario;
2. la genealogia fondante per gli Unti a re d'Israele, come Davide e Gesù Cristo, che furono anche sacerdoti secondo Melchisedek.

Abramo incontra tre angeli, identificati con la Trinità (ad es. da Andrej Rublëv), così come Lot, figlio di suo fratello, è avvisato e messo in salvo da due angeli in apparenza umana prima della distruzione di Sodoma e Gomorra.

Entrambi sono protagonisti di incontri con angeli e, forse per Abramo, Dio stesso. Le qualità di Melchisedek, "Principe di Pace" e "Principe di Giustizia", compaiono anche come titoli messianici in vari profeti maggiori, alcuni secoli dopo.

## Melchisedec nella tradizione cattolica

### Melchisedec figura di Cristo
È significativo che Melchisedek abbia offerto pane e vino al Signore, come fece Gesù nell'ultima cena istituendo l'eucaristia secondo i Vangeli. Melchisedek assunse un posto primario nel pensiero monoteistico e cristiano: egli è l’archetipo (figura) che precede Gesù Cristo, nelle sue funzioni di sacerdote (Gesù Cristo viene definito nella lettera agli Ebrei "Sacerdote in eterno dell'Ordine di Melchisedek") e anche per indicare la seconda venuta del Signore Cristo che ritorna come Re dei re, cioè Re in eterno secondo l'ordine di Melchisedek.

### Melchisedec nella preghiera eucaristica cattolica
Melchisedec è ricordato nel canone della Messa durante l'Anamnesi come preghiera per accettare il sacrificio, come quelli di Abele e Abramo.

## Melchisedec nell'esoterismo
Alice Bailey nelle sue opere esoteriche, da lei indicate come ispirate dal Maestro Djwal Khul detto «il Tibetano», asserisce che Melchisedek è uno dei nomi o appellativi con i quali ci si riferisce (soprattutto nell'Antico Testamento) a Sanat Kumara, colui che presiede la comunità di Shamballa, ossia una fratellanza di esseri divini, la quale sopraintende spiritualmente al percorso evolutivo dell'umanità terrestre. Nello stesso scritto Melchisedek è anche detto il Signore del mondo e l'Antico dei Giorni.